# Естонська асоціація наукової фантастики
Естонська асоціація наукової фантастики — це естонська некомерційна асоціація, статутною метою якої є впровадження та популяризація наукової фантастики та розвиток естонської наукової фантастики. Переважно товариство орієнтується у своїй діяльності на наукову фантастику.
Естонська асоціація наукової фантастики була заснована 25 березня 1995 року. Нинішнім президентом є Вейко Беліалс, членами правління є Керсті Таурус і Джоел Янс. У січні 2019 року Естонська асоціація наукової фантастики налічувала 80 членів.
З 1998 року товариство присуджує щорічну нагороду Stalker, якою відзначають хорошу наукову фантастику, опубліковану естонською мовою за попередній календарний рік. Премія присуджується на підставі статуту та за результатами читацького голосування. Премія вручається в кількох категоріях, які змінювалися з часом і залежать від урожаю наукової фантастики попереднього року: романи, оповідання, збірки, оригінальна та перекладена художня література.
Stalker буде вручений на Естконі, щорічній події наукової фантастики Естонської асоціації наукової фантастики. Перший Есткон відбувся 25-26 липень 1998 року. Estcon 2004 також був Baltcon, зібранням ентузіастів наукової фантастики країн Балтії. На зустрічі виступатимуть письменники-фантасти, видавці та перекладачі, відбуватимуться літературні майстер-класи, обмін та продаж книг та фільмів.
У 2004, 2011, 2017 та 2019 роках товариство організовувало конкурс наукової фантастики у співпраці з видавництвом Fantaasia. Найкраще оповідання конкурсу 2004 року було опубліковано у збірці «Terra Fantastica» (упорядник Рауль Сульбі). Найкраще з другого конкурсу оповідань було опубліковано у двох збірках: першій п'ятірці «Зоряний вік 9: Біжи за твоєю тінню» та другій половині десятки у збірці «Зоряний вік 10». Конкурс виступів відбувся за підтримки Культурного капіталу Естонії, Податкової ради з азартних ігор та культурної столиці міста Тарту.
Інтернет-журнал Algernon, який видається з 1998 року, також спочатку був пов'язаний з Естонською асоціацією науки та фантастики, яка тепер стала незалежною.